# Anne Marie Basse
Anne Marie Basse (* 9. Juni 1877 in Österlund bei Nordborg auf Alsen; † 30. September 1960 in Aarhus) war eine dänische Malerin.

## Leben
Anne Marie Basse war die Tochter des Kaufmanns und Bauern Johann Anton Lövengren (* 31. Juli 1839; † 18. Januar 1915 in Frederiksberg) und dessen Ehefrau Doris Johanne Cecilie Witzke (* 24. November 1846 in Kegnæs Sogn; † 7. April 1903 in Frederiksberg). Sie besuchte für drei Jahre die Zeichenschule in Kopenhagen und erhielt Privatunterricht bei dem Figuren- und Landschaftsmaler Sören Sörensen (1885–1937). Um 1900 fertigte sie für die Stickereihändlerin Clara Wæver (1855–1930) Zeichnungen für deren Stickereien, deren Geschäft Kirchen im ganzen Land mit bestickten Waren belieferte, insbesondere Altartücher und Teppiche.
Anne Marie Lövengren heiratete am 18. April 1905 den Beamten und späteren Legationssekretär der dänischen Vertretung in Rom, Andreas Frederik Basse (* 10. Mai 1877 in Aarhus; † 19. Mai 1958). Sie siedelte gemeinsam mit ihrem Ehemann 1920 nach Rom über. Dort malte sie namentlich italienische Straßen- und Kanalbilder aus Venedig, Murano und Chioggia, zudem Interieurs und Figürliches. Nach ihrer Scheidung 1937 lebte sie noch bis 1957 in Rom und kehrte dann nach Aarhus zurück und verstarb dort.

## Ausstellungen
- Anne Marie Basse stellte ihr Werke in Rom aus.
- In Kopenhagen beteiligte sie sich an den Ausstellungen auf Schloss Charlottenburg von 1920 bis 1932, dazu gab es Einzelausstellungen, 1922 in der Galerie Oskar Kiertzer und 1934 in der Galerie Chr. Larsen.
- 1926 nahm sie an der Biennale in Venedig teil.